# Doutores do Riso
A ONG Doutores do Riso é uma organização composta por mais de 300 palhaços que são Coordenados: Pelo Dr. Tim Tim (Paulinho Maiolino); com o apoio dos Professores  Dr. Peteco (Éverton); Dra. Torradinha (Ligia Natália); Dra.Laly (Katy Lívia); Dr. França (Fabrício Santos), Dra. Mariazinha ( Maria Rita), Dr.Tchêsó (Sérgio Costa), Dr. Palmito (Bruno Gonzales); Dra.Belinha (Sueli da Silva).
São artistas da cidade de Arujá (Grande SP). A História dos Doutores do Riso que teve inspiração na perda de seus familiares para o Câncer o idealizador do Projeto Doutores do Riso, Paulinho Maiolino, iniciou os trabalhos no ano de 2013 junto com o amigo André Novaes e de lá para cá o projeto só cresceu graças ao empenho de todos os voluntários que passaram e que estão pela ONG, inclusive doando pela internet . Se reuniram para atuar como palhaços em hospitais da cidade e da região do alto tietê e Capital Paulista. 
Dentre diversos estudos para este tipo de atividade pode-se considerar leitura de textos sobre a realidade do hospital, Psicologia hospitalar, Humanização Hospitalar com aderência ao tratamento, entre outros. Mas uma das mais importantes pesquisas é a busca constante do Personagem do Clown
O trabalho destes artistas em especial deu-se através do curso "Oficina curso de Palhaço Clown" , Ministrado duas a três vezes por ano na cidade de Arujá e Região do alto Tiete.   Estas Oficinas continuam constantemente.